# Чорба фрік
Чорба фрік — це подрібнений м'ясний зелений суп, який споживають в Алжирі, особливо в місяць Рамадан.
Тверда пшениця, зібрана в зеленому вигляді, що називається фріке, додає задоволення і живлення цьому північноафриканському супу.
Ніжні зерна поглинають томатний бульйон та ароматичні спеції, їх смак поєднується з нутом плюс тушкованою куркою, яловичиною, чи бараниною. Подають із лимонними часточками та шматочком хліба кесри.